# Catti Brandelius
Mari Catrin Catti Brandelius, född Larson den 1 maj 1971 i Staffans församling i Gävle, är en svensk musikartist, konstnär, regissör och manusförfattare, även känd under sitt alter ego Miss Universum. Hon är bosatt i Bredäng, Stockholm.

## Biografi
Brandelius växte upp i Gävle och var 1991 med och startade popgruppen Doktor Kosmos, som hon lämnade 2001 för att ägna sig åt egen verksamhet som konstnär, soloartist och filmare. På Konstfack i Stockholm studerade hon bland annat performancekonst åren 1997–2000. Hon fortsatte studierna på Kungliga Konsthögskolan 2007–2009 med grafisk konst och som specialelev till Marie-Louise Ekman. Lek med identiteter inom de olika konstformerna är ett ofta återkommande tema, även i form av olika alter ego-personligheter. Sedan 1990-talet var hon krönikör i Flipper (radioprogram) i Sveriges Radio P3 och Arbetarbladet. Från 2004 har hon också medverkat som fredagskrönikör i Svenska Dagbladet och krönikör i Ordfront Magasin. År 2008 visade Uppsala Internationella Kortfilmfestival en retrospektiv med Brandelius många kortfilmer.
Brandelius har använt namnet Miss Universum som alter ego sedan hon var med om att bilda Doktor Kosmos 1991. Först sex år senare började Miss Universum göra saker på egen hand, och så småningom har performancekonsten utvecklats till hennes främsta arena. Efter att hon 2001 lämnade Doktor Kosmos för egen verksamhet medverkade hon dock i låten Kapitalist! nu ska du dö! på gruppens skiva Reportage!, 2002.
2001 gav Miss Universum ut sin solodebut, en EP på skivbolaget NONS. Samma år var hon sommarpratare i Sveriges Radio P1. 
2003 släpptes albumet Selfelected 16 maj 2003, inspelad i Gula Studion i Malmö av Jens Lindgård. Musiken på skivan skrevs av Uje Brandelius från Doktor Kosmos, hennes dåvarande make, texterna av henne.
Catti Brandelius har även framträtt i rollen som "Profesora", en kvinnlig professor. Under 2004, med repris 2006 gjorde Brandelius radioteaterproduktionen En lektion med Profesora i Sveriges Radio P1. Under 2006 släpptes också ett självbetitlat album, Profesora, där varje låt introduceras av karaktären.
Hon har också använt sig av andra alter egon som amerikanskt inspirerade "Red Cloud Carter" och "Stora skuggan". Brandelius finns representerad vid Göteborgs konstmuseum och Konstmuseet i Skövde.
Första gången var hon gift 2001–2004 med musikern Uje Brandelius (född 1971), med vilken hon har en son. Andra gången gifte hon sig 2016 med Jari Enqvist (född 1964).

## Produktioner

### Livebackup
- Miss Jönköping (Fina Sundqvist)
- Miss Kebab (Lisa Partby)
- Mister Dick (Henrik Svensson från Doktor Kosmos)

### Diskografi
- 2001 Miss Universum (EP)
- 2003 Fertilize (Singel)
- 2003 Selfelected (Album)
- 2003 Across The Universe (EP)
- 2006 Profesora (Album)

### Filmografi
Regi (kortfilmer)
- 1997 – En vanlig dag
- 1999 – Kasta Freud
- 2000 – Street’s of Bredäng
- 2001 – På tunnelbanan
- 2001 – Public Service
- 2001 – Ellen Kay
- 2001 – Ah-det är konsten
- 2004 – Shopaholic
- 2004 – Fertilize
- 2004 – Across the Universe
- 2006 – Moderlighetens idé
- 2007 – Virgina Woolf
- 2007 – Kärlek, solsken och sång
- 2007 – Jag ska bli Evert Taube
- 2007 – Forskningsrapporterna (även manus och producent)
- 2007 – Drottning eller psyko
- 2007 – Artemisa
- 2013 – Förortsindianen (även manus och producent)

Filmmusik
- 2006 – Modiga hjärtan utan reträtt